# East New Britain
East New Britain is een provincie in de Islands regio van Papoea-Nieuw-Guinea. De provincie beslaat het oostelijke deel van het eiland New Britain (Nieuw-Brittannië) en omvat ook het eiland Duke of York en de gelijknamige eilandengroep van 13 eilanden.
East New Britain telt 220.035 inwoners op een oppervlakte van 15.500 km². De provinciehoofdplaats is sinds 1994 Kokopo, dat jaar had immers een vulkaaneruptie significante schade aangericht aan de toenmalige provinciehoofdplaats Rabaul.
Provincies: Central · Chimbu · Eastern Highlands · East New Britain · East Sepik · Enga · Gulf · Hela · Jiwaka · Madang · Manus · Milne Bay · Morobe · New Ireland · Northern · Southern Highlands · Western · Western Highlands · West New Britain · Sandaun

National Capital District      Autonome provincie: Bougainville